# Myristica simiarum
Espèce
Synonymes
- Myristica discolor Merr.[1]

Myristica simiarum est une espèce de plantes de la famille des Myristicaceae.

## Liste des sous-espèces
Selon Catalogue of Life (11 avril 2019) :
- sous-espèce Myristica simiarum subsp. calcarea
- sous-espèce Myristica simiarum subsp. celebica
- sous-espèce Myristica simiarum subsp. simiarum

## Publication originale
- Sci. Not. Ser. 4 4(4): 29. 1855.